# Besættelsen: Fra 9. april 1940 til 5. maj 1945
|  | Denne artikel er oprettet af botten Steenthbot ud fra en ekstern database. Den kan derfor have sproglige fejl eller mangler. Denne skabelon kan fjernes efter kontrol af indholdet. |

Besættelsen: Fra 9. april 1940 til 5. maj 1945 er en dansk dokumentarisk optagelse fra 1945.

## Handling
"Episoder fra Krigsaarenes Vold og Terror og fra Modstandskampen i Danmark". Her er tale om en illegal fotografs kronologiske optagelser af begivenheder under besættelsen med fokus på diverse demonstrationer, optøjer og sabotage- og Schalburgtage-aktioner, overvejende i Aalborg, men også Aarhus og andre steder i Jylland. Angrebet på Gestapos københavnske hovedkvarter i Shellhuset og fejlbombningen af den franske skole i marts 1945 er også dokumenteret, samt mordet på præsten Kaj Munk i januar 1944. Filmen slutter med billeder fra henrettelsespladsen i Ryvangen i København. Fotografen benytter sig visse steder af iscenesættelse.